# Thunigaba
Thunigaba (łac. Dioecesis Thunigabensis) – stolica historycznej diecezji w Cesarstwie Rzymskim, w prowincji Africa Proconsularis. Sufragania metropolii Kartagina. Obecnie katolickie biskupstwo tytularne położone w Tunezji. 

## Biskupi
| L.p. | Biskup                    | Funkcja                                     | Od                | Do               | Uwagi                  |
| ---- | ------------------------- | ------------------------------------------- | ----------------- | ---------------- | ---------------------- |
| 1.   | Giocondo Maria Grotti OSM | prałat terytorialny Acre i Purus (Brazylia) | 8 lipca 1965      | 28 września 1971 | zmarł                  |
| 2.   | Julius Babatunde Adelakun | biskup pomocniczy Oyo (Nigeria)             | 16 listopada 1972 | 13 kwietnia 1973 | mianowany biskupem Oyo |
| 3.   | Paweł Socha CM            | biskup pomocniczy zielonogórsko-gorzowski   | 20 listopada 1973 |                  |                        |